# Конрад фон Вангенгайм
Барон Конрад фон Вангенгайм (нім. Konrad Freiherr von Wangenheim; 20 серпня 1909, Ганновер - 28 грудня 1953, Сталінград) — німецький кавалерійський офіцер, спортсмен, переможець літніх Олімпійських ігор 1936 року в Берліні в кінному триборстві.

## Біографія
Учасник командних виступів в кінному триборстві за збірну Третього Рейху. Члени збірної Німеччини в кінних видах спорту, в основному, офіцери кавалерії вермахту, виступали у військовій формі.
На четвертому комбінованому перешкоді, під час стрибка через водну перешкоду кінь фон Вангенхайма «Курфюрст» спіткнувся і впав на нього, зламавши при цьому ключицю наїзникові. Щоб закінчити змагання і не упустити шанс на медаль всієї команди в цілому, Вангенгайм, незважаючи на біль від травми, продовжив участь в змаганні і успішно закінчив решту 8 кілометровій дистанції. У складі збірної став переможцем літніх Олімпійських ігор 1936 року в Берліні в кінному триборстві.
Увійшов в історію Олімпійських ігор, як зразок волі до перемоги, мужності і патріотизму.
Учасник Другої світової війни. У липні 1944 року на Східному фронті оберст-лейтенант (підполковник) Вангенгайм був узятий в полон радянськими солдатами. Кілька років провів в радянському полоні в очікуванні репатріації до Німеччини з Радянського Союзу. У 1953 році був знайдений повішеним в Сталінграді. За висновком експертів, наклав на себе руки.

## Нагороди
- Золота медаль літніх Олімпійських ігор 1936
- Німецький кінний знак в золоті
- Медаль «За вислугу років у Вермахті» 4-го класу (4 роки)
- Залізний хрест 2-го і 1-го класу
- Штурмовий піхотний знак в сріблі
- Німецький хрест в золоті (23 квітня 1944) -як оберст-лейтенант (підполковник) генштабу і офіцер 31-ї піхотної дивізії.